# Nicolaus Vogt

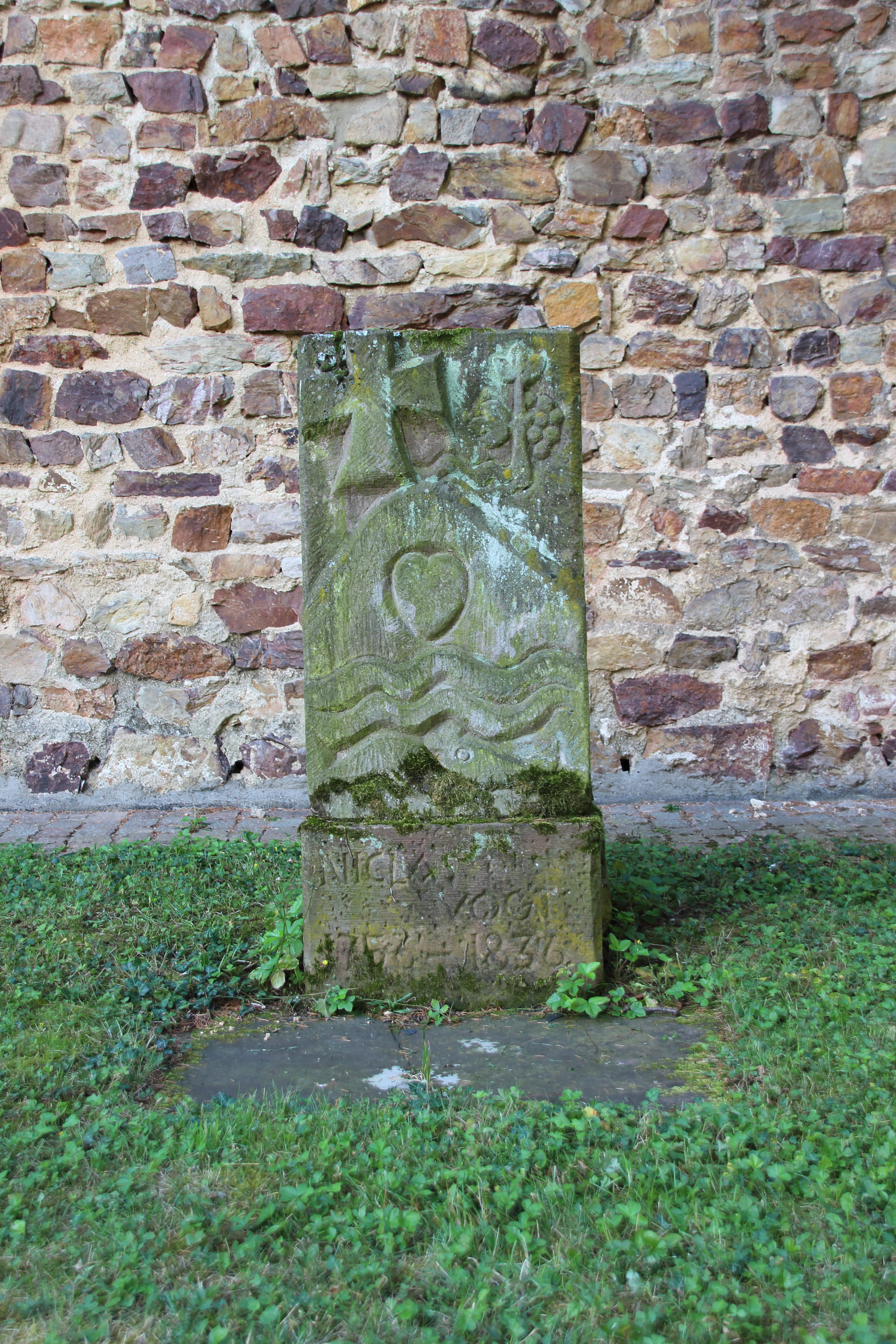
Grabmal Vogts auf Schloss Johannisberg

Nicolaus (Niklas) Vogt (* 6. Dezember 1756 in Mainz; † 19. Mai 1836 in Frankfurt am Main) war Historiker, konservativer Staatstheoretiker und Politiker im Dienste von Kurmainz, dem Großherzogtum Frankfurt und der Freien Stadt Frankfurt.

## Leben
Vogt besuchte in Mainz das von Jesuiten geleitete Gymnasium. Geprägt wurde er auch von dem gesellschaftlichen Umgang in seinem Elternhaus sowie von seinem Bruder, dem Philosophieprofessor Heinrich Vogt. Vogt zeigte musikalische, literarische und künstlerische Begabungen, interessierte sich aber vor allem für die regionale Geschichte. Seit 1774 studierte er an der Mainzer Universität daher Philologie und Geschichte.
Nach dem Abschluss seines Studiums erhielt Vogt eine Professorenstelle. Großen und nachhaltigen Eindruck, insbesondere der Gedanke des zwischenstaatlichen Gleichgewichts, hinterließen seine Vorlesungen bei Klemens Wenzel Lothar von Metternich. 1790 wurde er beim Mainzer Knotenaufstand von erbosten Handwerksgesellen schwer misshandelt, als er die in das Universitätsgebäude eingedrungenen Aufständischen zu beruhigen versuchte.
Als Mainz 1792 zum ersten Mal von französischen Truppen besetzt wurde, floh Vogt aus der Stadt. Er ging zuerst nach Straßburg und von da aus in die Schweiz. Nach dem Rückzug der Franzosen kehrte Vogt nach Mainz zurück und nahm seine Lehrtätigkeit wieder auf. Nach der zweiten Besetzung der Stadt 1797 ging er mit der kurfürstlichen Regierung nach Aschaffenburg. Da auch Teile der Universität dem Hof gefolgt waren, nahm er dort seine Lehrtätigkeit wieder auf. Daneben wurde Vogt in der Regierung Leiter des Schulwesens und wurde auch kurfürstlicher Bibliothekar. Zusammen mit Fürstbischof Karl Theodor von Dalberg reiste Vogt 1804 im Range eines geheimen Legationsrates zur Kaiserkrönung von Napoleon nach Paris.
Nach Gründung des Großherzogtums Frankfurt übertrug Dalberg Vogt die Position eines Kurators für das Schulwesen. Später trat Vogt in das Ministerium für auswärtige Angelegenheiten ein. In Frankfurt war Vogt 1808 nach französischem Vorbild an der Gründung der Museumsgesellschaft beteiligt. Nach Bildung der Freien Stadt Frankfurt wurde Vogt 1816 Senator und 1831 Schöffe. 1818 war er Mitglied der Gesetzgebenden Versammlung.

## Werk

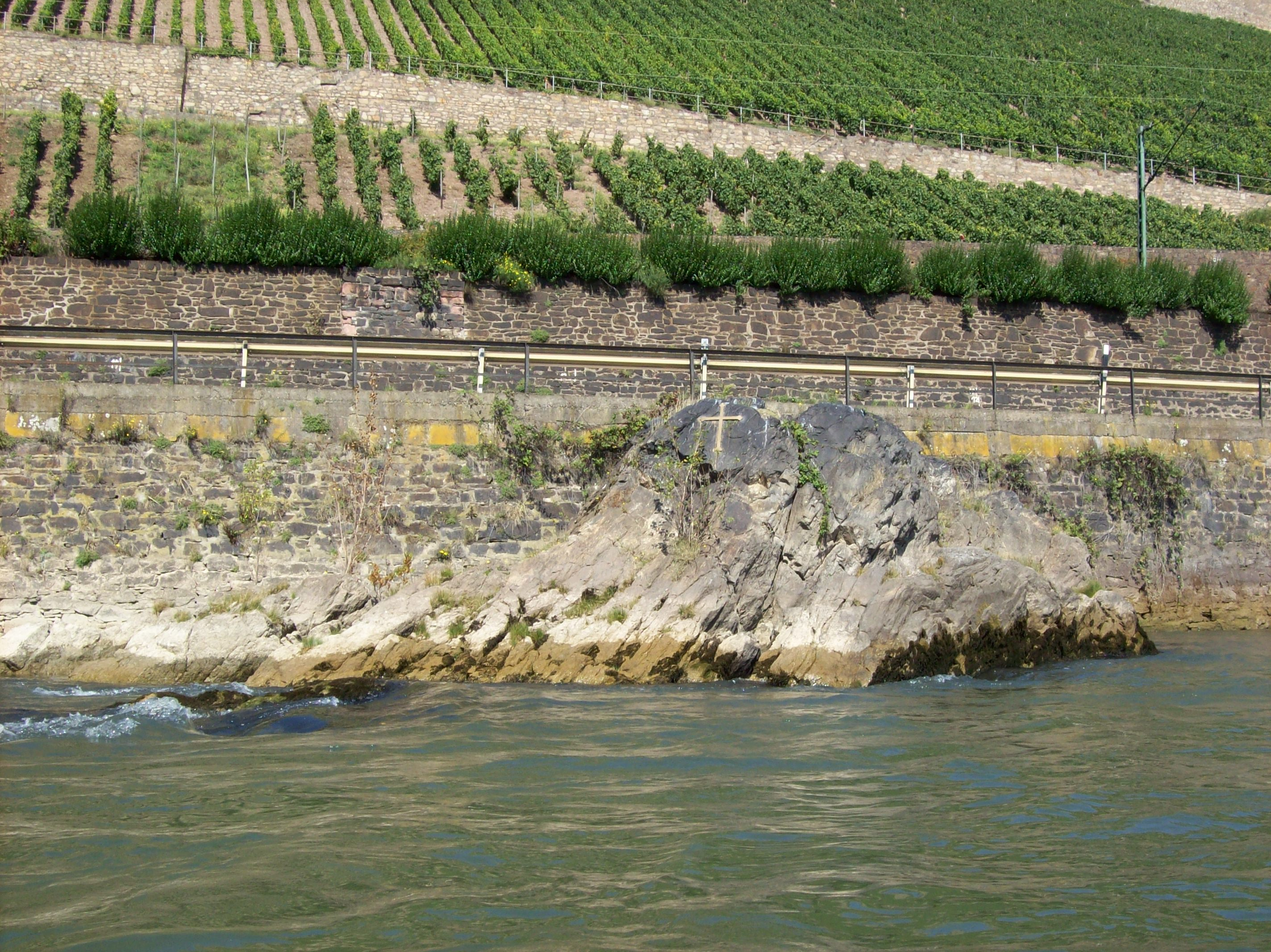
Auf dem Mühlstein am Binger Loch kennzeichnet das Kreuz die Stelle, wo in einem Behälter Herz und Hirn von Niklas Vogt beigesetzt sind, weil er, der Dichter der Rheinromantik, dem Rhein über den Tod hinaus nahe sein wollte

Zwischen 1785 und 1792 erschien von Vogt in fünf Teilen „Über die europäische Republik.“ Die Arbeit erschien später unter dem Titel „Historische Darstellung des europäischen Völkerbundes.“ Im Jahr 1792 veröffentlichte Vogt einen Abriss der Geschichte der Stadt Mainz. Anknüpfend an seine erste große Arbeit, schrieb er 1802 das zweibändige Werk „System des Gleichgewichts und der Gerechtigkeit.“ Außerdem verfasste er in Mainz die „Geschichte der französischen Revolution von 1355 zur Warnung für Aristokraten und Demokraten“. In seiner Frankfurter Zeit setzte er die schon früher begonnenen Staatsrelationen fort. Wenn auch weitgehend vergessen, hat sich Vogt mit diesen und anderen Schriften auch an der Diskussion über die zukünftige staatliche Gestaltung Deutschlands beteiligt.
Zwischen 1817 und 1836 erschienen in vier Bänden Vogts „Rheinische Geschichten und Sagen.“
Nach seinem Tod stiftete Staatskanzler Metternich seinem Lehrer einen Grabstein mit der Inschrift: „Dem treuen Verfechter des alten Rechts, dem eifrigen Beförderer der heimathlichen Geschichte widmet diesen Grabstein sein dankbarer Freund und Schüler C.W.L. Fürst von Metternich.“ auf dem Friedhof von Schloss Johannisberg (Rheingau).

## Schriften
- Gustav Adolph König in Schweden, 1790
- Abriß einer Geschichte von Mainz, 1792
- Politische Flugschriften, 1803
- Die Ruinen am Rhein, Frankfurt a. M. 1809.
- Niklas Vogt's historisches Testament, Mainz 1814 Online